# Touch Your Heart
Touch Your Heart (hangeul : 진심이 닿다 ; RR : Jinsimi Data) est une série télévisée sud-coréenne diffusée du 6 février au 28 mars 2019 sur tvN, avec Lee Dong-wook et Yoo In-na dans les rôles principaux,,.

## Synopsis
La meilleure actrice Oh Jin-shim, qui porte le nom de scène Oh Yoon-seo, a un scandale qui nuit à sa carrière, la laissant sans emploi pendant deux ans. Afin d'obtenir un rôle dans une importante série télévisée à venir, elle accepte d'acquérir de l'expérience dans un cabinet d'avocats, travaillant comme secrétaire d'un avocat nommé Kwon Jung-rok. Finalement, ils tombent amoureux et les événements suivants forment le nœud de l'histoire.

## Distribution

### Acteurs principaux
- Yoo In-na : Oh Jin-shim / Oh Yoon-seo
- Lee Dong-wook : Kwon Jung-rok
- Lee Sang-woo : Kim Se-won
- Son Seong-yoon : Yoo Yeo-reum

### Acteurs secondaires
- Oh Jung-se : Yeon Joon-kyu
- Shim Hyung-tak : Choi Yoon-hyuk
- Park Kyung-hye : Dan Moon-hee
- Park Ji-hwan : Lee Do-seob
- Jang So-yeon : Yang Eun-ji
- Kim Hee-jung : Kim Hae-young
- Lee Jun-hyeok : Yeon Jun-suk
- Oh Eui-sik : Kong Hyuk-joon
- Jay : Lee Kang-joon
- Kim Chae-eun : Lee Joo-young

## Bande-originale
1. Make It Count – Chen (Exo)
2. Oh? Truly! (Oh? 진심!) – J Rabbit
3. What If Love – Wendy (Red Velvet)
4. Be Your Star (마음을 담아) – Seoryoung et Lena (GWSN)
5. Good Night – Jeong Se-woon
6. At The End Of Your Left Hand (왼손끝에) – Park Bo-ram
7. Photographs – 1415
8. Falling Down – Hana (Gugudan)

## Diffusion
- tvN (2019)
- tvN Asie (2019)
- Drama Channel (2019)
- Star Entertainment Channel, Star Chinese Channel et FOX Taiwan (2019)
- MBC4 (2019)
- Myanmar National TV (2019)
- ABS-CBN (2019)
- 8TV (2020)
- Willax (2020)
- ETC (2020)